# Lisa D'Amato
Pour les articles homonymes, voir D'Amato.
 (juin 2017).
Si vous disposez d'ouvrages ou d'articles de référence ou si vous connaissez des sites web de qualité traitant du thème abordé ici, merci de compléter l'article en donnant les références utiles à sa vérifiabilité et en les liant à la section « Notes et références ».
Lisa D'Amato est née le 22 octobre 1980. 
Elle est mannequin et gagnante de la saison 17 d'America's Next Top Model. 
Elle a participé à la saison 5 d' America's Next Top Model et malgré une défaite (elle est arrivée 6e) elle a participé à la saison 17 de America's Next Top Model All Stars, qui regroupe d'anciennes participantes des précédentes saisons d'America's Next Top Model.